# Synagoge (Linnich)

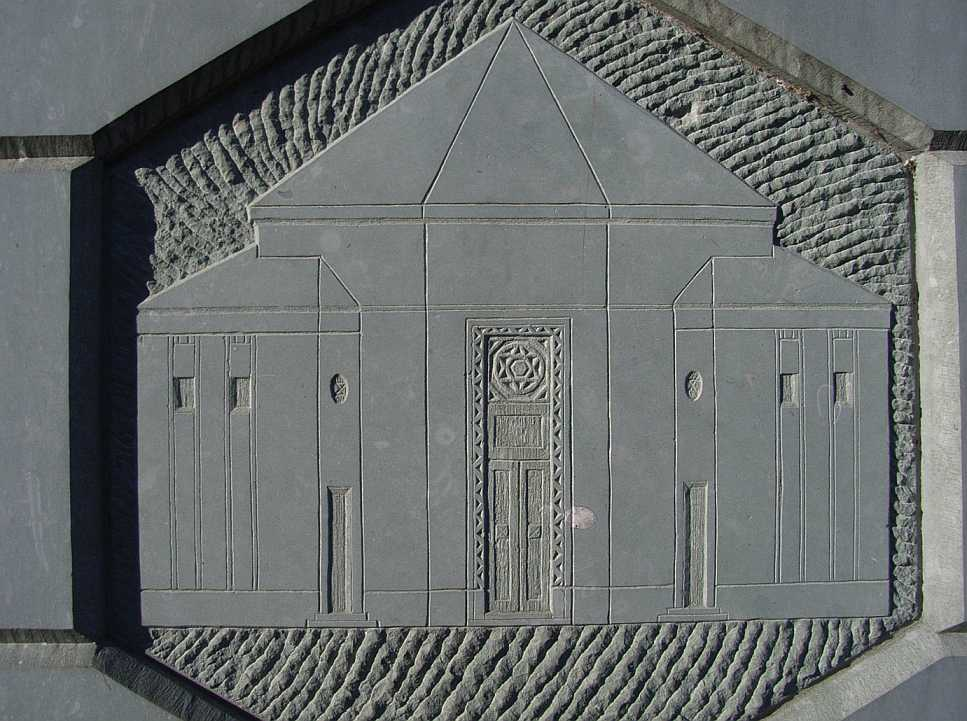
Synagoge Linnich auf dem Gedenkstein an der Nordpromenade

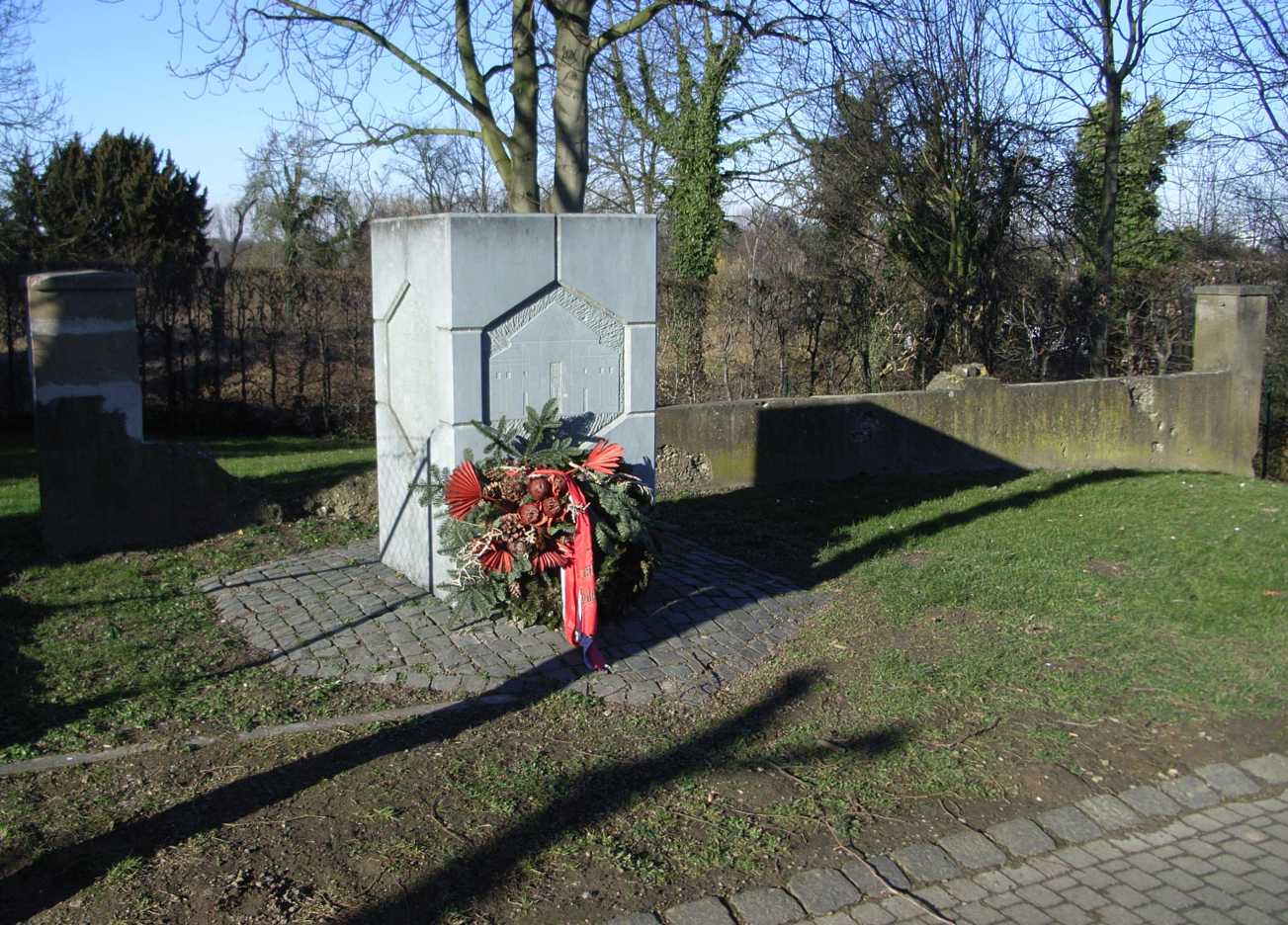
Gedenktafel an der Nordpromenade

Bauplan der Synagoge

Die Synagoge in Linnich, einer Stadt im Kreis Düren in Nordrhein-Westfalen, wurde 1913 erbaut und befand sich an der Nordpromenade.

## Geschichte
Die jüdische Gemeinde Linnich hatte bis zum Bau der Synagoge einen Betraum in der Rurdorfer Straße 13 im hinteren Bereich. Er war 5 × 10 m groß. Sie besaß eine Westempore mit Buntglasfenstern an der Nord- und Südseite. Nach langjährigen Geldsammlungen für einen Neubau wurde nach den Plänen des Architekten Hermann Arnold, Professor an der Aachener Kunstgewerbeschule, die Synagoge errichtet. Die feierliche Einweihung fand am 7. November 1913 durch den Kölner Rabbiner Abraham Frank statt.

## Architektur
Die Synagoge war ein achteckiger Zentralbau, der neben dem Gebetsraum auch die von der Ostpromenade hierher verlagerte jüdische Schule im Sockelgeschoss beherbergte. Die Gestaltung folgte dem vor dem Ersten Weltkrieg vorherrschenden geometrischen Jugendstil. Die vorderen Seiten des Oktogons waren niedrige Baukörper, die zur Portalfront Türen für Männer und Frauen (mit anschließenden Aufgängen zu den Frauenemporen) und zu dem im Untergeschoss liegenden Versammlungsraum aufwiesen. Über den drei Eingängen befand sich jeweils ein Okulus, dessen Sprossen einen Davidstern bildeten. Die mittlere Tür war ornamental geschmückt und darüber die hebräische Inschrift angebracht: Denn mein Haus wird ein Haus des Gebetes für alle Völker genannt werden. (Jesaja 56,7). Der Baukörper war durch Gesimse gegliedert und besaß ein Pyramidendach, auf dem ein Davidstern thronte.
Der Thoraschrein war nach Nordosten ausgerichtet und die Sitzplätze folgten den Seiten des Sechsecks. Zu beiden Seiten der Thoranische befanden sich drei hohe schmale Fenster, die mit einem Gesimsband zusammengefasst waren.
Das Gebäude war den Prinzipien des langjährigen Chefs und Förderers des Architekten Hermann Arnold, dem weltberühmten Architekten Peter Behrens, verpflichtet. Insbesondere dessen Zentralbauentwürfe für eine evangelische Kirche in Hagen von 1906 und einen Ausstellungspavillon für die AEG auf der Schiffbauausttelung in Berlin von 1907–08 zeigen große Ähnlichkeit mit Arnolds Synagogenentwurf.

## Zeit des Nationalsozialismus
Während des Pogroms am 10. November 1938 wurde die Synagoge von SA-Männern aus Hückelhoven in Brand gesetzt. Sie brannte bis auf die Grundmauern nieder. Die Thorarollen und die gesamte Inneneinrichtung wurde ebenfalls ein Raub der Flammen. 1950 wurde das Grundstück eingeebnet.

## Gedenken
Am 10. November 1988 wurde an der Stelle der Synagoge ein Gedenkstein eingeweiht.